# كلوي (اسم)
كلوي هو اسم علم شخصي مؤنث فرنسي من أصل يوناني ومعناه المزهرة أو المخضرة وهذا الاسم كان أحد أوصاف الإلهة ديميتر وهو اسم لأحد النساء التي تبعن بولص، ويعتبر من أكثر الأسماء الشائعة عند الإناث في الغرب.

## الشخصيات
- كلوي سيفاني ممثلة أمريكية
- كلوي كارداشيان ممثلة وعارضة أزياء أمريكية
- كلوي غرايس موريتز ممثلة أمريكية
- كلوي بينيت ممثلة أمريكية
- كلوي مونس ممثلة ومغنية فرنسية
- كلوي دالتون لاعبة رغبي أسترالية
- كلوي بولو لاعبة كرة يد فرنسية
- كلوي باكيوت لاعبة كرة مضرب فرنسية
- كلو جونز ممثلة أمريكية
- كلوي لوكاشيك ممثلة وعارضة أزياء أمريكية
- كلوي مورتو ممثلة وملكة جمال فرنسية أمريكية